# Plandište
Plandište (cyr. Пландиште) – wieś w Serbii, w Wojwodinie, w okręgu południowobanackim, siedziba gminy Plandište. Leży w regionie Banat. W 2011 roku liczyła 3825 mieszkańców.